# 데릭 윌리엄스 (축구 선수)
데릭 윌리엄스(Derrick Williams, 본명: 데릭 숀 윌리엄스, Derrick Shaun Williams, 1993년 1월 17일 ~ )는 메이저 리그 축구 클럽 애틀랜타 유나이티드 FC의 센터백으로 활약하는 프로 축구 선수이다. 애스턴 빌라 아카데미의 산물이며 워터포드 카운티의 지역 팀 트라모어 AFC에서 어린 선수로 계약했으며 영국에서는 브리스톨 시티 FC와 블랙번 로버스 FC에서도 뛰었다. 독일에서 태어난 그는 아일랜드 공화국에서 국제적으로 뛰었다.

## 경력

### 유스 경력
- 2009-2012 애스턴 빌라

### 시니어 경력
- 2011-2013 애스턴 빌라
- 2013-2016 브리스톨 시티
- 2016-2021 블랙번 로버스
- 2021~2022 LA 갤럭시
- 2022~2023 D.C. 유나이티드
- 2024– 애틀랜타 유나이티드 FC

### 국제 경력
- 2011–2012 아일랜드 U19
- 2012-2013 아일랜드 U21
- 2018~2019 아일랜드 공화국